# Lill-Älgsjön (Lungsunds socken, Värmland)
Lill-Älgsjön är en sjö i Kristinehamns kommun och Storfors kommun i Värmland och ingår i Göta älvs huvudavrinningsområde. Sjön har en area på 0,509 kvadratkilometer och ligger 134,3 meter över havet.

## Delavrinningsområde
Lill-Älgsjön ingår i det delavrinningsområde (659756-139960) som SMHI kallar för Mynnar i Svartån. Medelhöjden är 141 meter över havet och ytan är 4,32 kvadratkilometer. Det finns ett avrinningsområde uppströms, och räknas det in blir den ackumulerade arean 17,31 kvadratkilometer. Vattendraget som avvattnar avrinningsområdet har biflödesordning 4, vilket innebär att vattnet flödar genom totalt 4 vattendrag innan det når havet efter 266 kilometer. Avrinningsområdet består mestadels av skog (77 procent). Avrinningsområdet har 0,51 kvadratkilometer vattenytor vilket ger det en sjöprocent på 11,7 procent.